# 新奥连蒂-迪米纳斯
新奥连蒂-迪米纳斯是巴西米纳斯吉拉斯州的一个市镇。总面积754.084平方公里，总人口10327人，人口密度13.7人/平方公里。